# Jonathan Parkin
Pour les articles homonymes, voir Parkin.
Pas d'image ? Cliquez ici

a Compétitions nationales et continentales officielles uniquement.

b Matchs officiels uniquement.
Jonathan Parkin dit Jonty Parkin, né le 5 novembre 1894 à Sharlston (Angleterre) et mort le 9 avril 1972 à Wakefield (Angleterre), est un joueur anglais de rugby à XIII évoluant au poste d'demi d'ouverture ou de demi de mêlée dans les années 1910, 1920 et 1930. Après des débuts à Sharlston, il rejoint en 1913 Wakefield avec lequel il est finaliste de la Challenge Cup en 1914, puis termine sa carrière à Hull KR. Il a été sélectionné à dix-sept reprises  en sélection de Grande-Bretagne et à huit reprises en sélection d'Angleterre. Avec la première, il prend aux tournées de 1920, 1924 et 1928 en Australie et Nouvelle-Zélande dont les deux dernières en tant que capitaine. Il a été introduit au Temple de la renommée du rugby à XIII britannique en 1988.

## Palmarès
- Collectif 
  - Finaliste de la Challenge Cup : 1914 (Wakefield).